# Atlasaurus
Atlasaurus (лат.) — вымерший род динозавров-завропод, обитавший в среднем юрском периоде в Северной Африке.

## Открытие и этимология
Голотип Atlasaurus был найден в 1981 году и описан Монбароном, Расселом и Таке в 1999 году. Животное получило название в честь места открытия — хребет Высокий Атлас в области Атласских гор в Марокко (где мифический титан Атлас держал на своих плечах небесный свод), а также из-за крупных размеров динозавра (около 15 м в длину). Atlasaurus известен по почти полному скелету с черепом, обнаруженному в Wawmda, среднеюрской (батский-келловейский века) формации Guettioua в марокканской провинции Азилаль. Типовой вид — Atlasaurus imelakei, видовое название происходит от араб. عملاق‎ («eimlaq» или «imelake»), означающего «гигант».
Второй образец A. imelakei — почти полный хвост — тоже найден в Марокко и собран в Юте после 300 часов препарации. В итоге его отправили в Мексику и выставили в вестибюле башни BBVA Bancomer в Мехико, пока в январе 2018 года его не продали на аукционе анонимному бизнесмену, чтобы поратить деньги на восстановление школ, разрушенных во время землетрясения в Пуэбле (2017).

## Описание
Atlasaurus отличается от брахиозавра (Brachiosaurus) предполагаемой длиной спинного отдела позвоночника (вероятно, 12 позвонков, 3,04 м в длину), пропорционально бо́льшим черепом, более короткой шеей (как минимум 13 шейных позвонков, короче и однороднее по длине, чем позвонки брахиозавра), более длинным хвостом и удлинёнными конечностями (соотношение плечевой и бедренной кости: 0,99; локтевой и большеберцовой: 1,15). Зубы ложковидные, с зубчиками. Длина нижней челюсти — около 69 см, шеи — 3,86 м, плечевой кости — 1,95 м, бедренной кости — около 2 м. Полная длина животного составляла приблизительно 15 м, а вес 22,5 т.

## Классификация
Изначально завропода классифицировали как примитивного «цетиозавра», однако дальнейшие исследования показали, что Atlasaurus, видимо, состоит в родстве с брахиозавром сильнее, чем с каким-либо другим известным завроподом, исходя из детального сходства спинных позвонков и конечностей. Позднее животное рассматривали как возможного представителя Turiasauria. Анализ группы, проведённый в 2020 году, выявил Atlasaurus как брахиозаврида.